# Tachibana no Moroe
Tachibana no Moroe (橘 諸兄, 684-757) est un prince impérial japonais, dignitaire de la cour de l'empereur Shōmu et de l'impératrice Kōken et poète.
Il est le père de Tachibana no Naramaro.
- 738 (Tenpyō 10, 1er mois) : Moroe est fait udaijin (Ministre de droite) à la cour impériale[4].
- 740 (Tenpyō 12) : Moroe réprime une révolte menée par Fujiwara no Hirotsugu.
- 742 (Tenpyō 14) : L'empereur envoie Moroe à Ise pour transmettre ses félicitations aux kamis[5].
- 743 (Tenpyō 15) : Moroe est élevé à un rang presque égal à celui de sadaijin (Ministre de la gauche)[5].
- 756 (Tenpyō-shōhō 8, 2e mois) : L'impératrice Kōken est informée que le Sadaijin Moroe prépare une révolte mais elle refuse d'accorder crédit à cette rumeur. Moroe démissionne cependant[2].
- 757 (Tenpyō-hōji 1) : Moroe meurt à l'âge de 74 ans et son rang est élevé à titre posthume par l'impératrice[6].

L'œuvre poétique de Tachibana no Moroe est compilée dans le Man'yōshū.

## Source de la traduction
- (en) Cet article est partiellement ou en totalité issu de l’article de Wikipédia en anglais intitulé « Tachibana no Moroe » (voir la liste des auteurs).